# Oryzorictes tetradactylus
El tenrec de los arrozales de cuatro dedos (Oryzorictes tetradactylus) es una especie de mamífero del género de los tenrecs de los arrozales dentro de la familia Tenrecidae. Su área de distribución se limita a una región de alta montaña en el centro y sureste de Madagascar. Allí los animales habitan las áreas por encima de la línea de árboles; los hábitats incluyen humedales y paisajes de matorrales abiertos. Están adaptados a un estilo de vida excavador, el cuerpo es compacto y tiene extremidades fuertes con pies anchos. La cola mide sólo la mitad de la longitud del resto del cuerpo. No hay información disponible sobre el estilo de vida del excavador de arroz de cuatro dedos. Por lo general, rara vez se ve, por lo que no se puede dar información sobre la amenaza que representa para la población. La especie fue descrita científicamente en 1882.

## Descripción
El tenrec de los arrozales de cuatro dedos es un representante de tamaño mediano de los tenrecs. Alcanza una longitud de cabeza y cuerpo de 10,5 a 11,5 cm y una longitud de cola de 4,3 a 5,7 cm. La longitud total de los animales oscila entre 14,8 y 17,2 cm. El peso de un solo individuo pesado fue de 36 g. En su apariencia externa, el tenrec de los arrozales de cuatro dedos se parece al tenrec de los arrozales real con el que está estrechamente relacionado (Oryzorictes hova). Tiene una constitución compacta y extremidades cortas con pies anchos. La cola casi desnuda sólo alcanza aproximadamente la mitad de la longitud del resto del cuerpo. Además, los ojos y las orejas son relativamente pequeños; estos últimos medían 12,5 mm de largo en un animal examinado. Se caracteriza por un color predominantemente marrón oscuro, con motas de color marrón claro que aparecen en el dorso. Sin embargo, también se conocen animales con el lomo casi negro y el fondo grisáceo. Las manos tienen cuatro dedos y los pies cinco dedos. Las garras son fuertes, corresponden a las del gusano de la raíz del arroz, pero en promedio son más cortas. La pata trasera de un individuo medía 16,5 mm de largo.    
El cráneo es similar al del excavador de arroz real, pero no tiene una constitución tan fuerte como en el excavador de arroz de cuatro dedos y no tiene marcas óseas tan robustas como los puntos de unión de los músculos. Asimismo, no es tan ensanchado en la caja del cráneo y menos alargado en el rostro . En los dientes apenas se notan diferencias.  

## Distribución
El tenrec de cuatro dedos de los arrozales es endémico de Madagascar y se encuentra en las partes central y sudoriental del país. El área de distribución principal se encuentra en el Macizo de Andringitra en la Provincia de Fianarantsoa, donde la especie se encuentra en zonas montañosas altas de 2050 a 2450 m sobre el nivel del mar. Los animales habitan en regiones por encima de la línea de árboles; su hábitat preferido son los brezos, las zonas verdes abiertas y las marismas. En total, hasta ahora se ha encontrado este tenrec en menos de diez lugares, incluidos la meseta de Andohariana y el Imarivolanitra (pico más alto del Macizo de Andringitra). La mayoría de los individuos conocidos proceden de colecciones de finales del siglo XIX, por ejemplo de Charles Immanuel Forsyth Major durante su viaje de investigación de 1894 a 1896.  La especie rara vez ha sido vista recientemente, informes de los cuatro individuos observados procedían de expediciones científicas a las montañas de Andringitra en la década de 1970; al menos dos animales fueron registrados durante investigaciones de campo allí en la década de 1990.   por lo que no se puede proporcionar información sobre la frecuencia y el tamaño de la población del tenrec de cuatro dedos de los arrozales. El tenrec también se encuentra en la región , pero su distribución en las montañas de Andringitra generalmente cubre altitudes de menos de 2000 m   .

## Ecología
No hay información disponible sobre su estilo de vida. Se supone que algunos de los animales viven bajo tierra, pero también que las adaptaciones a la actividad de excavación no están tan desarrolladas como las del tenrec de los arrozales real. 
En general, hay poca información disponible sobre este tenrec en cuanto a sus necesidades biológicas, tamaño de la población y distribución exacta. Por tanto, no se puede determinar el grado de amenaza para la población. La UICN clasifica la especie en la categoría de “datos deficientes”. Está documentado en el Parque Nacional de Andringitra. Para proteger a los animales, es necesaria una investigación de campo sobre su biología y su aparición.